# Trema domingense
Trema domingense là một loài thực vật có hoa trong họ Cannabaceae. Loài này được Ignatz Urban miêu tả khoa học đầu tiên năm 1912. Năm 1960 Cyrus Longworth Lundell mô tả loài Trema laxiflora ở Guatemala, nhưng hiện nay nó chỉ được coi là đồng nghĩa muộn của Trema domingense.

## Từ nguyên
Tính từ định danh domingense lấy theo tên thành phố Santo Domingo, thủ đô Cộng hòa Dominica, do Ignatz Urban mô tả loài theo mẫu vật thu thập tại quốc gia đảo này.

## Phân bố
Loài bản địa khu vực từ Mexico (Chiapas) tới vùng nhiệt đới châu Mỹ, bao gồm: Belize, Bolivia, Colombia, Costa Rica, Cộng hòa Dominica, Ecuador, Guiana thuộc Pháp, Guatemala, Guyana, Haiti, Honduras, đông nam Mexico, Nicaragua, Panamá, Peru, Suriname, Venezuela, quần đảo Windward.